# Ноатун

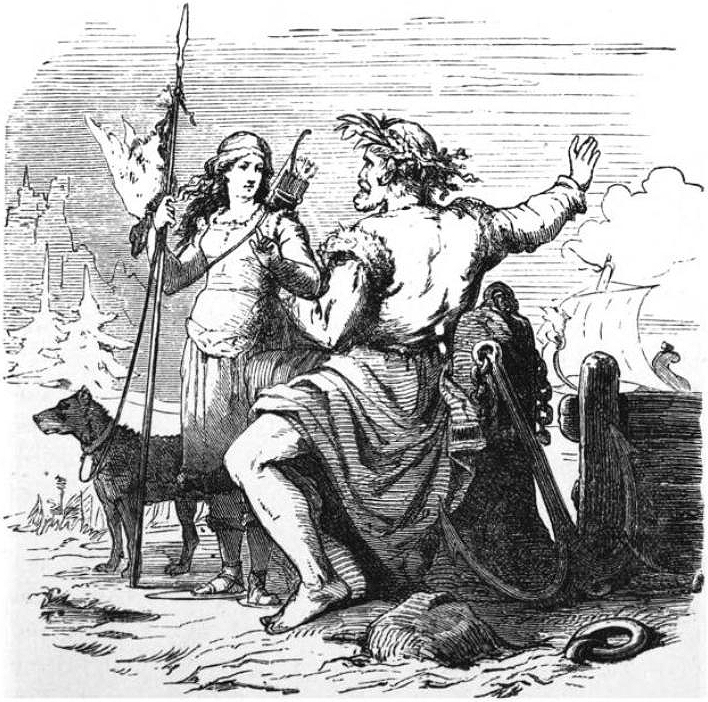
Нйорд і Скаді на шляху до Ноатуна. Фрідріх Вільгельм Гейне (1882)

Ноа́тун (давньосканд. Nóatún — «корабельний двір») — у скандинавській міфології житло бога з числа ванів Ньйорда, розташоване водночас і в Асґарді (на небі), і над морем.

## Легенда
Ньйорд, одружившись зі Скаді, бажав поселитися в Ноатуні, проте вона хотіла жити в горах у Трюмгеймі. Врешті вони домовилися, що кожні дев'ять днів змінюватимуть помешкання, допоки Ньйорд не витримав перебування в горах і назавжди не повернувся на морський берег.
Також Ноатун — місце народження Фрейра та Фрейї, дітей Нйорда та Скаді.